# Concepció Puig i Sanchis
Concepció Puig i Sanchis, Concepción o Concha Puig (L'Alcúdia, Ribera Alta, c. 1900 - Madrid, juny de 1997), fou una liberal valenciana.

## Biografia
Va néixer a L'Alcúdia i, posteriorment, la família es va traslladar a Alacant i després a Madrid. Procedent d’una família liberal i partidària que tant els fills com les filles accediren a l’educació, als 12 anys començà els estudis a l’Instituto Escuela de Madrid.
Tot i que no hi va residir, rebé una influència notable de l’entorn pedagògic i intel·lectual de la Residencia de Señoritas que dirigia María de Maeztu, on sí que s'hi estava la seva germana, i durant els anys vint, formà part de l’ambient intel·lectual i polític universitari oposat a la dictadura de Primo de Rivera, i va participar en activitats culturals, conferències i visites organitzades pels professors. Havent cursat el batxillerat, accedí a la Facultat de Filosofia i Lletres, on va rebre els ensenyaments de figures com José Ortega y Gasset, Manuel García Morente, Xavier Zubiri i José Gaos. Allí va conèixer el qui després seria el seu marit, Arturo Soria i Espinosa, que durant el curs del 1926/27, amb Antoni Maria Sbert, Carmen Caamaño, Emilio González López i altres, va ser un dels estudiants que fundaren la Federació Universitària Escolar (FUE). Compromesa amb els valors republicans i els ideals de la Institución Libre de Enseñanza, a més de la seua militància en Esquerra Republicana, Concepció va formar part d'aquest moviment estudiantil que donava suport entusiasta a la Segona República. Més endavant, durant la Guerra Civil, patí la persecució dels franquistes, i aconseguí refugiar-se a l’ambaixada de Xile gràcies a la intervenció de Julián Besteiro. L'any 1939 es traslladà a Xile a bord del Winnipeg i es va establir a Santiago, on participà activament en la vida cultural de l'exili republicà. Juntament amb el seu marit i el gran amic d'ambdós José Ricardo Morales, entre altres intel·lectuals espanyols que també s'hi van refugiar, el 1941 fundaren l'editorial Cruz del Sur i també van crear el grup universitari Teatre Experimental, del qual s'originà després el Teatre Nacional de la Universitat de Xile.